# Ogcocephalus
Ogcocephalus là một chi cá trong họ Ogcocephalidae.

## Các loài
Có 13 loài được ghi nhận thuộc chi này:
- Ogcocephalus corniger Bradbury, 1980
- Ogcocephalus cubifrons (J. Richardson, 1836)
- Ogcocephalus darwini C. L. Hubbs, 1958
- Ogcocephalus declivirostris Bradbury, 1980
- Ogcocephalus nasutus (G. Cuvier, 1829)
- Ogcocephalus notatus (Valenciennes, 1837)
- Ogcocephalus pantostictus Bradbury, 1980
- Ogcocephalus parvus Longley & Hildebrand, 1940
- Ogcocephalus porrectus Garman, 1899
- Ogcocephalus pumilus Bradbury, 1980
- Ogcocephalus radiatus (Mitchill, 1818)
- Ogcocephalus rostellum Bradbury, 1980
- Ogcocephalus vespertilio (Linnaeus, 1758)